# Captivity
Captivity is een horrorfilm uit 2007 van regisseur Roland Joffé. De film behoort tot een reeks exploitatiehorrors ('gorno') waarin werd ingespeeld op de hernieuwde populariteit van het subgenre aan het begin van de 21e eeuw, nadat titels als Saw en Hostel waren aangeslagen bij het grote publiek.

## Verhaal
Model Jennifer Tree (Elisha Cuthbert) wordt op een dag ontvoerd, wanneer ze ongemerkt een verdovend middel binnenkrijgt. Wanneer ze bijkomt is ze opgesloten op een voor haar onbekende plaats. De kijker heeft dan inmiddels gezien hoe haar ontvoerder zijn vorige slachtoffer martelde en uiteindelijk de hersens insloeg met een hamer. Tree blijven dergelijke beelden ook niet bespaard, want ze wordt gedwongen te kijken naar beeldopnames van vorige ontvoerden die op creatief pijnlijke wijzes aan hun einde komen. Eén meisje ligt vastgebonden op een tafel met een douchekop boven haar hoofd. Wanneer de gemaskerde ontvoerder deze aanzet, stroomt een brandend zuur over haar gezicht totdat er niets van overblijft dan korst.
Het ergste voor Tree komt dan nog. Iedere poging tot ontsnapping wordt bruut bestraft. Tree wordt onder meer gedwongen een door de mixer gehaald papje van het oog, oor en de neus van een vorig slachtoffer naar binnen te werken. Ze ondergaat dreigementen tot executie waarbij ze, vastgebonden aan eenzelfde tafel als het meisje dat ze zag, de ruimte met de douchekop wordt binnengebracht. Op het laatste moment stopt haar kwelgeest en brengt haar terug naar haar ruimte. De wanhoop nabij, bemerkt ze dat er geluid van vlakbij komt. Een doorzichtige kunststoffen wand van haar verwijderd, blijkt er een tweede gevangene aanwezig, Gary Dexter (Daniel Gillies).
Dexter weet precies wat te zeggen om haar, naar omstandigheden, zo veel mogelijk op haar gemak te stellen. Wanneer de gemaskerde ontvoerder de twee vastbindt in stoelen en zich klaarmaakt om de tanden van Tree te trekken, neemt Dexter zelfs haar plaats in, waarmee hij haar definitief voor zich wint. Terug in hun hokken weet Dexter bij haar te komen. Een zoen ontaardt daarop in een vrijpartij, waarna ze allebei in slaap vallen.
Enige tijd later opent Dexter zijn ogen. Na gecontroleerd te hebben dat Tree nog in diepe rust is, staat hij op. Vervolgens haalt hij een sleutel uit zijn zak en opent de deur naar de ruimte waar de ontvoerder zich bevindt: Dexters broer Ben (Pruitt Taylor Vince). Samen overleggen ze wat hun volgende stap wordt.

## Ontvangst
Captivity werd bepaald niet goed ontvangen door de critici. De film ontving nominaties voor de Golden Raspberry Award in de categorieën Worst Actress (Cuthbert), Worst Director (Joffé) en Worst Excuse for a Horror Movie (slechtste actrice, slechtste regisseur en slechtste prul dat een horrorfilm voor moet stellen).